# Kreuzigungsfenster (Drove)

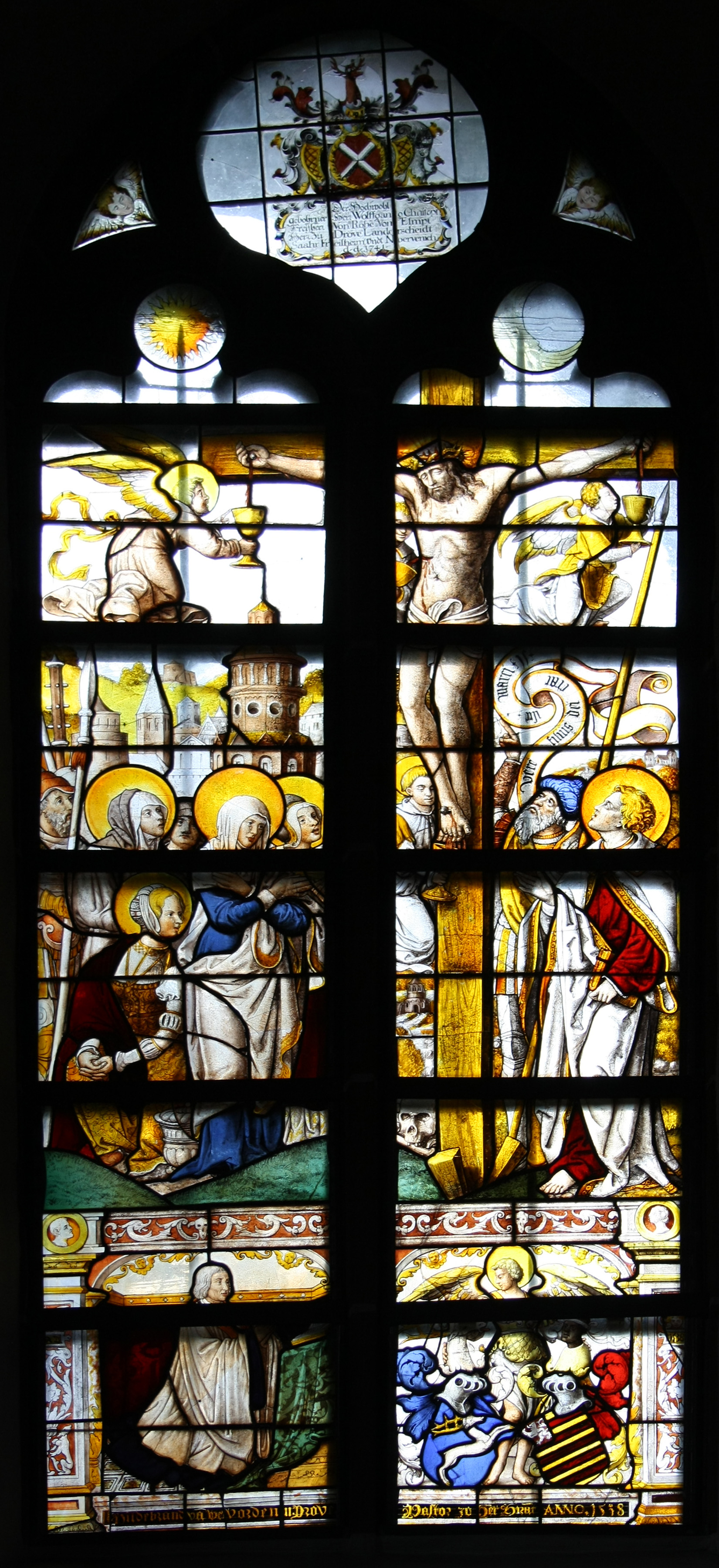
Kreuzigungsfenster in der Kirche St. Martin in Drove

Das Kreuzigungsfenster in Drove ist ein Bleiglasfenster, das sich in der katholischen Pfarrkirche St. Martin in Drove befindet und 1538 geschaffen wurde. Das Fenster ist als Teil der Kirchenausstattung ein geschütztes Baudenkmal.

## Geschichte
Das Fenster wurde vom Dürener Pfarrer Hilbrand von Wevorden gestiftet und im Ostfenster des nördlichen Schiffes eingebaut, das beim Neubau der Kirche erhalten blieb.
Das Wappen der Familie von Weworden (van Weuerden), ist ein nach rechts springender, silberner Hirsch mit goldenem Geweih, auf blauem Grund und auf dem Helm ein silberner Hirschkopf mit goldenem Geweih. Das Wappen findet sich unten rechts im Kreuzigungsfenster.

## Darstellung
Das zweiteilige Fenster zeigt eine figurenreiche Kreuzigungsgruppe ohne Umrahmung. Der Gekreuzigte mit der Dornenkrone ist mit geschlossenen Augen im Moment des Todes dargestellt. Links vom Kreuz stehen und sitzen weinend Maria und drei weitere Frauen, ganz außen steht ein Soldat. Darüber ist mit der Architektur einer mittelalterlichen Stadt sowie mit der Rotunde der Grabeskirche Jerusalem angedeutet. Rechts vom Kreuz stehen außen der Jünger Johannes, innen der römische Hauptmann, den die Tradition Longinus nennt. Diesem sind auf einem Schriftband die Worte beigegeben: Vere filius dei erat iste („Wahrhaftig, dieser war Gottes Sohn“, Matth. 27,54). Bei den Händen und Füßen und bei der Seitenwunde Jesu fangen Engel mit Kelchen das vergossene Blut auf.

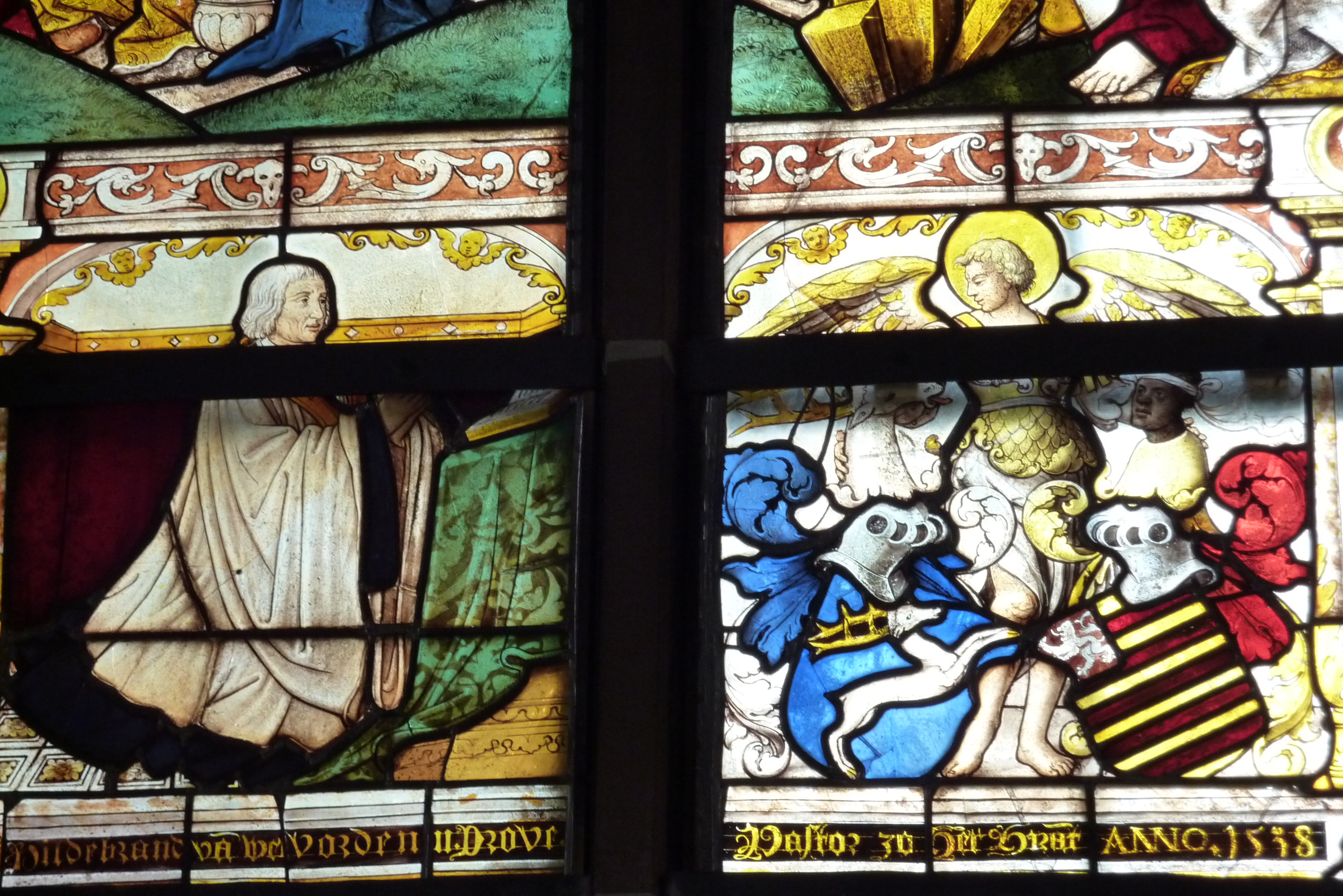
Der Stifter des Fensters Hilbrand von Wevorden und rechts die Wappen der Eltern

Unter der Kreuzigungsszene sieht man in Renaissancerahmen links das stark erneuerte Bildnis des Stifters, der vor einem Betpult kniet. Rechts ist ein Engel zu sehen, der als Schildhalter für die beiden elterlichen Wappen, des Bernhard von Wevorden und der Fritza von Thorr, dient. Sämtlich Teile bewegen sich in den ausgereiften Formen der Renaissance und die Inschrift nennt das Jahr 1538. Im Maßwerk hat man das Wappen von Rohe untergebracht mit einer Inschrift darunter und der Jahreszahl 1741. In den Zwickeln rechts und links daneben befinden sich Engelsköpfchen.
Heinrich Oidtmann schreibt 1929 in seinem Buch Die rheinischen Glasmalereien: „Lobenswert ist die rechte Seitenbahn, besonders der Kopf des gut aufgefaßten Johannes und die Gestalt des Hauptmanns (...) Der sonst gut gezeichnete Kopf des Heilands sitzt gar zu tief zwischen den Schultern.“